# Galaxia Circinus
La Galaxia del Compás (ESO 97-G13) es una galaxia Seyfert, la única de la constelación del Compás en la constelación del Compás. Se encuentra a no más de 4 grados por debajo del plano galáctico, y a una distancia de 13 millones de años luz. La galaxia está experimentando cambios traumáticos y está expulsando anillos de gas. El anillo más externo se encuentra a unos 700 años luz del centro de la galaxia y  el más interior a unos 130 años luz. La galaxia del compás se puede observar por medio de un telescopio pequeño. Aunque esto no fue posible hasta finales de los años 80, ya que estaba ocultada por material de la Vía Láctea. Es una galaxia Seyfert de tipo II y la galaxia activa más cercana a la Vía Láctea.